# 祁奚父子墓
祁奚父子墓，位于山西省晋中市祁县城南3公里的阎名村北，是中华人民共和国山西省文物保护单位之一。
1965年5月24日，授予山西省文物保护单位，是一座古墓葬，墓穴之主为祁奚父子。